# (3617) Eicher
(3617) Eicher es un asteroide perteneciente al cinturón de asteroides, descubierto el 2 de junio de 1984 por Brian A. Skiff desde la Estación Anderson Mesa (condado de Coconino, cerca de Flagstaff, Arizona, Estados Unidos).

## Designación y nombre
Designado provisionalmente como 1984 LJ. Fue nombrado Eicher en honor al astrónomo estadounidense David J. Eicher.